# Irena Athénská

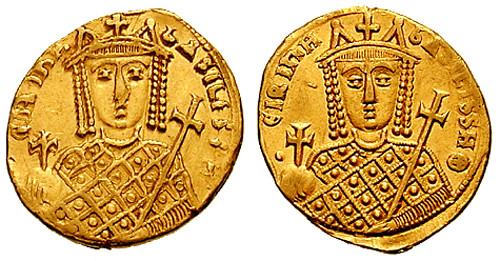
Solidus znázorňující Irenu jako „basilissu“ - císařovnu.

Irena z Athén (řecky Εἰρήνη ἡ Ἀθηναία – Eiréne, 752 v Athénách – 9. srpna 803 ve vyhnanství na ostrově Lesbu) byla ve vztahu manželském a mateřském s císaři Byzantské říše východořímské, správou říše se však zabývala ona, bylo by tedy možné považovat ji za císařovnu.

## Život
V roce 769 se stala manželkou Leona IV., který se stal v roce 775 císařem. Rok po svatbě porodila syna, pozdějšího císaře Konstantina VI. Po Leonově smrti v roce 780 se stala Irena regentkou tehdy devítiletého císaře Konstantina a zůstala jí až do jeho plnoletosti. I potom setrvala císařovnou společně s ním. Poté, co ho nechala v roce 797 usmrtit a ještě předtím oslepit, Irena získala samovládu a tím se stala také první ženou na trůně východořímského císařství.
Jako císařovna nebyla však příliš úspěšná. Armáda jí poskytovala jen vlažnou podporu a její rádcové a úředníci intrikovali mezi sebou. Snažila se tedy získat oblibu u lidu snížením daní. Podporu však nenalezla, naproti tomu uvrhla říši do finančních obtíží.
V otázce obrazoborectví patřila Irena ke straně ikonodulů (uctívačů ikon) a v roce 787 svolala Druhý nikajský koncil, který kromě jiného rozhodl, že ikony budou uctívány, ale nesmí být zbožňovány.
Ze skutečnosti, že císařem byla žena, vznikaly různé problémy s dalekosáhlými důsledky: Podle římského práva nemohla totiž žádná žena velet vojsku. Poněvadž císař zaujímal tuto pozici ze svého úřadu, nemohla být žádná žena legálně císařem. Jak říkají některé historické prameny, z tohoto důvodu pokládal papež Lev III. římský císařský trůn za uprázdněný a v zimě roku 800 tak mohl korunovat Karla Velikého císařem. Tento akt po právní stránce eliminoval východořímské císařství na západě a došlo tak k obnově západořímského císařství.
Podle Theofana Karel po korunovaci uvažoval dokonce o svatbě s Irenou, aby tak legalizoval svou vládu i na východě. Sňatek se však neuskutečnil, kromě jiných důvodů také proto, že Irena v roce 802 abdikovala a byla nahrazena svým ministrem financí Nikeforem. Toto zklamání zřejmě Karla přimělo k tomu, aby ve sporu o filioque postupoval proti Byzanci tak rozhořčeně.
Irena zemřela v roce 803 ve vyhnanství na ostrově Lesbos.